# Daphniola
Daphniola is een geslacht van weekdieren uit de klasse van de Gastropoda (slakken).

## Soorten
- Daphniola eptalophos Radea, 2011
- Daphniola exigua (A. Schmidt, 1856)
- Daphniola hadei (Gittenberger, 1982)
- Daphniola louisi Falniowski & Szarowska, 2000
- Daphniola magdalenae Falniowski, 2015